# اوبربیلیگ
اوبربیلیگ (به آلمانی: Oberbillig) یک شهر در آلمان است که در تریر-زاربورگ واقع شده‌است. اوبربیلیگ ۹۷۱ نفر جمعیت دارد.